# Bettiah
Bettiah est une ville indienne située dans le district du Champaran occidental dans l’État du Bihar, près de la frontière népalaise. En 2011, sa population était de 132 209 habitants.

## Source de la traduction
- (en) Cet article est partiellement ou en totalité issu de l’article de Wikipédia en anglais intitulé « Bettiah » (voir la liste des auteurs).